# Odyssey Engine
Odyssey Engine (укр. “Одіссея”) — ігровий рушій, розроблений компанією BioWare спеціально для використання у власних проектах, іграх по всесвіту «Зоряних воєн» у жанрі рольової гри.

## Історія розробки
Рушій був розроблений для використання в грі «Star Wars: Knights of the Old Republic», що була створена BioWare та видана компанією LucasArts 19 листопада 2003 року. Першопочатково планувалося, що дана гра буде використовувати попередню технологію «Aurora», однак, у мірі того, як вводилися вдосконалення, було вирішено дати рушію інше ім'я. 
Пізніше видавництво LucasArts доручило компанії Obsidian Entertainment розробку сиквелу гри — «Star Wars: Knights of the Old Republic II: The Sith Lords», з використанням покращеної версії «Odyssey». Вихід гри відбувся 6 грудня 2004 року.
Наступником «Odyssey» став новий рушій компанії — «Electron Engine».

## Технічні характеристики
«Odyssey Engine» являє собою, великою мірою, модифіковану версію попереднього рушія Bioware, «Aurora Engine» з покращеним графічним рушієм — частиною ігрового рушія, що відповідає за рендеринг (обробку) графіки. Зокрема, додані тривимірні фони для локацій, лицьова анімація персонажів, ефекти відображення води, поліпшена модель освітлення. 
 Іншим суттєвим поліпшенням є вигляд від першої особи, тоді як у іграх на попередній технології, «aurora», використовувалася імітація ізометричної проєкції. Цей же нюанс змушує розробників використовувати текстури більшої роздільності й більш пророблені моделі, через те, що віртуальна камера перебуває ближче до об'єктів.
Рушій підтримує персональний комп'ютер під управлінням Windows чи Mac OS X. Зображення виводиться в режимі OpenGL. Крім цього, була додана підтримка игрової консолі Xbox.

## Ігри, що використовують Odyssey Engine
- 2003 — Star Wars: Knights of the Old Republic[1]

- 2005 — Star Wars: Knights of the Old Republic II — The Sith Lords[2]